# Megalopodidae
Megalopodidae là một họ bọ cánh cứng trước đây nằm trong họ lớn Chrysomelidae. Một trong các phân họ chính của nó chỉ có 1 chi từng được xếp thành một phân họ trong họ Chrysomelidae. Họ này có khoảng 30 chi phân bố trên toàn cầu, chủ yếu chúng nằm trong phân họ Megalopodinae, và chủ yếu ở khắp vùng nhiệt đới.

## Hình ảnh

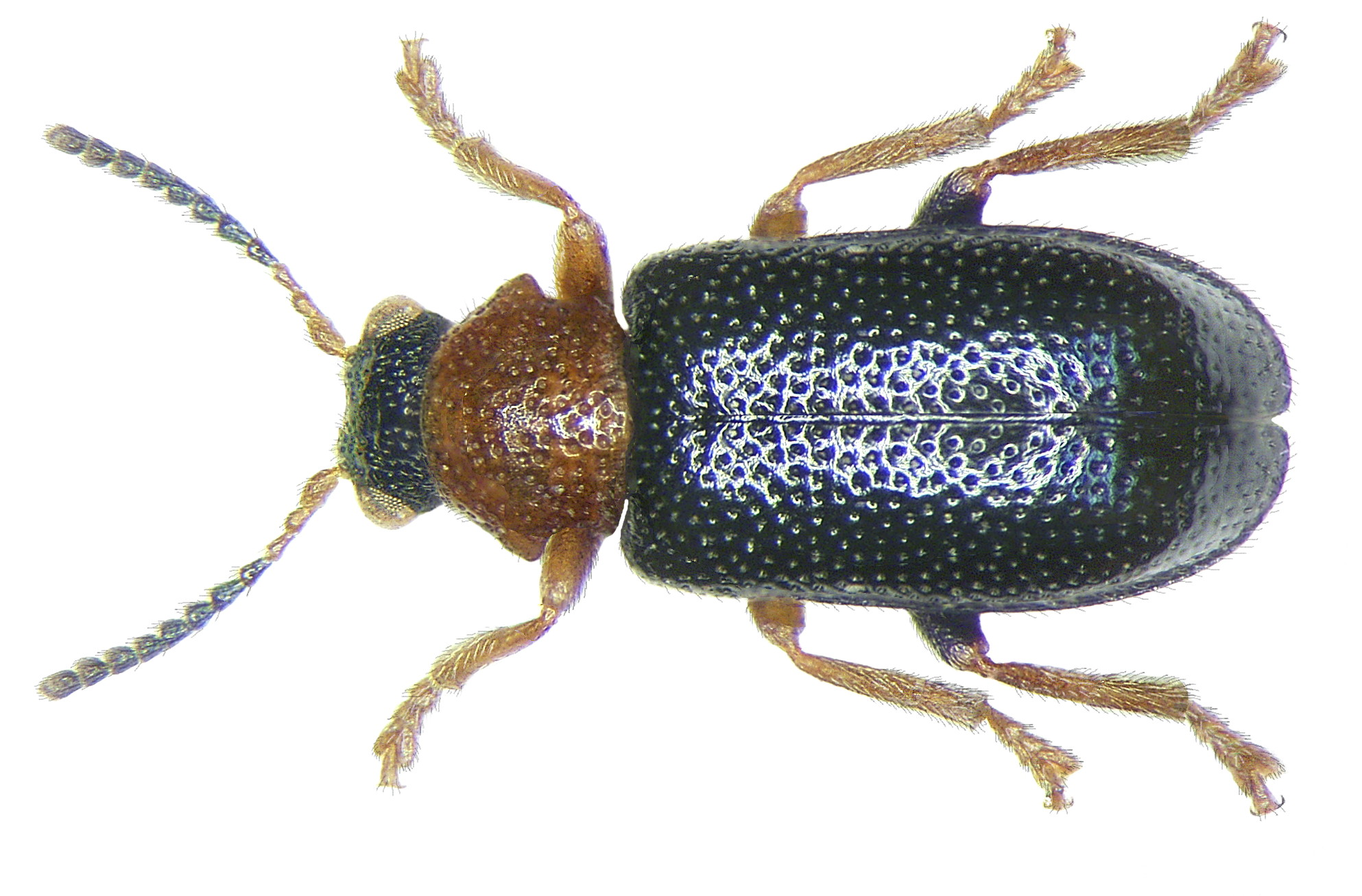